# حقوق أصلية
الحقوق الأصلية هي تلك الحقوق الموجودة في ظل الاعتراف بحالة معينة لـ السكان الأصليين. ولا يضم ذلك فقط حقوق الإنسان الأساسية جدًا من حق الحياة وحق السلامة، ولكن يشمل ذلك أيضًا الحفاظ على أراضيهم واللغة والدين والعوامل الأخرى في التراث الثقافي التي هي جزء من وجودهم كشعب. ويمكن استخدام الحقوق الأصلية كتعبير للدفاع عن المنظمات الاجتماعية أو تشكيل جزء من القانون الوطني في إقامة العلاقة بين الحكومة وحق تقرير المصير بين السكان الأصليين الذين يعيشون داخل حدود الدولة، أو في القانون الدولي لتكون حماية ضد الانتهاك الذي قد تمارسه الحكومات أو جماعات المصالح الخاصة.

## التعريف والخلفية التاريخية
تنتمي الحقوق الأصلية إلى هؤلاء السكان الأصليين الذين يعرفون بأنهم السكان الأصليون للأرض التي احتلها واستعمرها الأجانب. لكن التحديد الدقيق لمن هم جزء من السكان الأصليين مسألة محل اختلاف، ولكن يمكن تفسيره عمومًا في إطار الاستعمارية. فعندما نتحدث عن السكان الأصليين، فنحن نتحدت عن مجتمعات ما قبل الاستعمار التي تواجه تهديدًا محددًا من ظاهرة الاحتلال هذه، وعن العلاقة بين تلك المجتمعات والقوى الاستعمارية. ويختلف التعريف الدقيق لمن هم السكان الأصليون والدولة اللاحقة لأصحاب الحقوق. ويعتقد أنه من السيء أن يكون التعريف شاملاً جدًا مثلما أن يكون غير شامل. في سياق السكان الأصليين الحديثين للقوى الاستعمارية الأوروبية، يمكن تعقب الاعتراف بحقوق السكان الأصليين على الأقل حتى عصر النهضة. فبالتوازي مع تبرير الاستعمارية بغرض أسمى لكل من المستعمَر والمستعمِر، أعربت بعض الأصوات عن قلقها تجاه معاملة السكان الأصليين وكيف يؤثر ذلك على مجتمعاتهم.
ترتبط مسألة الحقوق الأصلية أيضًا بمستويات أخرى من الصراع الإنساني. فنظرًا للعلاقة الوطيدة بين المواقف الاقتصادية والثقافية للسكان الأصليين وبين الظروف البيئية، ترتبط مسائل الحقوق الأصلية بالمخاوف تجاه التغير المناخي والتنمية المستدامة. فبحسب علماء ومنظمات مثل مؤسسة الغابات المطيرة، يكون الصراع من أجل الحقوق الأصلية أساسيًا في حل مشكلة الانبعاث الكربوني ومعالجة الخطر على التنوع الثقافي والأحيائي في العموم.

## التمثيل
تختلف طريقة استيعاب وإقرار ومراقبة حقوق ومزاعم وحتى هوية السكان الأصليين من حكومة إلى أخرى. فتوجد المنظمات المختلفة حسب مواثيق تدعم بطريقة أو بأخرى (أو تعترف على الأقل) بآمال السكان الأصليين، وتتوحد المجتمعات الأصلية غالبًا لتشكيل هيئات تتعاون معًا في تنمية المصالح المشتركة.

### المنظمات الدولية
هناك العديد من حركات المجتمع المدني غير الحكومية والشبكات ومنظمات السكان الأصليين وغير الأصليين التي ترتكز رؤيتها التأسيسية على حماية الحقوق الأصلية ومن بينها حقوق الأراضي، ومن أمثلة تلك المنظمات مجلس المعاهدة الهندية الأصلية (International Indian Treaty Council) ورابطة العالم الأصلي (Indigenous World Association) وائتلاف الأراضي الدولية (International Land Coalition) وإيكو تيرا الدولية (ECOTERRA Intl.) , الشبكة البيئية الأصلية (Indigenous Environmental Network) وشعوب الأرض (Earth Peoples) وائتلاف الغابات الدولي (Global Forest Coalition) ومنظمة العفو الدولية (Amnesty International) ومجلس السكان الأصليين للاستعمار الأحيائي (Indigenous Peoples Council on Biocolonialism) وأصدقاء الشعوب القريب من البيئة (Friends of Peoples Close to Nature) ومشاكل وموارد السكان الأصليين (Indigenous Peoples Issues and Resources) والمجموعة الدولية لحقوق الأقليات (Minority Rights Group International) والبقاء الدولي (Survival International) والبقاء الثقافي (Cultural Survival). فتبين تلك المنظمات والشبكات أن المشكلات التي يواجهها السكان الأصليون هي إنكار حقهم في الحياة كيفما يريدون وإنكار حقهم في أراضيهم ومناطقهم. فمهمة تلك المنظمات والشبكات هي حماية حقوق السكان الأصليين دون أن تفرض الدول عليهم أفكارًا لـ «التنمية». وتقول تلك الجماعات أن كل ثقافة أصلية ثقافة مميزة وثرية بأنظمة الإيمان العقائدي وطريقة الحياة والاستمرارية والفنون، وأن جذور المشكلة هي التدخل في أسلوب حياتهم من خلال عدم احترام الدولة لحقوقهم، وكذلك اجتياح الشركات متعددة الجنسيات والشركات الصغيرة للأراضي الموروثة لهم لاستغلال الموارد الطبيعية.

### الأمم المتحدة
يتم أساسًا تمثيل السكان الأصليين ومصالحهم في الأمم المتحدة من خلال آليات مجموعة عمل السكان الأصليين (WGIP). تبنت لجنة الأمم المتحدة لحقوق الإنسان في إبريل من عام 2000 قرارًا لإنشاء منتدى الأمم المتحدة الدائم المعني بقضايا السكان الأصليين (PFII) كجهاز استشاري لـ المجلس الاقتصادي والاجتماعي مع قرار إلزامي لمراجعة مشكلات السكان الأصليين.
في نهاية ديسمبر من عام 2004 أعلنت الجمعية العامة للأمم المتحدة أن العقد من 2005 إلى 2014 سيكون العقد الدولي الثاني للسكان الأصليين في العالم. والهدف الأساسي من العقد الجديد هو تعزيز التعاون الدولي حول حل المشكلات التي تواجه السكان الأصليين في مناطق مثل مشكلات الثقافة والتعليم والصحة وحقوق الإنسان والتنمية الاجتماعية والاقتصادية.
في سبتمبر من عام 2007 وبعد سلسلة من التجهيزات والمناقشات والمفاوضات التي تعود إلى عام 1982، تبنت الجمعية العامة إعلان حقوق السكان الأصليين. ويبين الإعلان غير الملزم الحقوق الفردية والجماعية للسكان الأصليين، وكذلك حقوق الهوية والثقافة واللغة والعمل والصحة والتعليم ومسائل أخرى. صوتت أربع دول لديها عدد كبير من السكان الأصليين ضد هذا الإعلان: الولايات المتحدة وكندا ونيوزيلندا وأستراليا. ثم غيرت الدول الأربع تصويتها لصالح الإعلان. بينما امتنعت 11 دولة عن التصويت وهم: أذربيجان وبنغلاديش وبوتان وبوروندي وكولومبيا وجورجيا وكينيا ونيجيريا وروسيا وساموا وأوكرانيا. ولم تصوت 34 دولة بينما صوتت الدول الــ 143 الباقية لصالح الإعلان.

### اتفاقية منظمة العمل الدولية 169
هي اتفاقية أبرمتها منظمة العمل الدولية. وعندما تصدق إحدى الدول على هذه الاتفاقية، فإن هذا يعني أن تكون الاتفاقية بمثابة قانون يحمي حقوق السكان القبليين. ولقد صدقت 22 دولة على اتفاقية 169 منذ تبنيها سنة 1989: الأرجنتين وبوليفيا والبرازيل وجمهورية إفريقيا الوسطى وتشيلي وكولومبيا وكوستا ريكا والدنمارك والدومينيك والإكوادور وفيجي وجواتيمالا وهندوراس والمكسيك ونيبال وهولندا ونيكاراغوا والنرويج وبراجواي وبيرو وإسبانيا وفنزويلا. ويقر القانون ملكية الأراضي والمساواة والحرية واستقلالية القرارات التي تؤثر على السكان الأصليين.

### منظمة الدول الأمريكية
منذ عام 1997، ناقشت الدول في منظمة الدول الأمريكية نسخ مسودة لإعلان أمريكي مقترح عن حقوق السكان الأصليين.
يوجد ما يقارب 370 مليون نسمة من السكّان الأصليّين حول العالم. وهي مجموعات متنوّعة للغاية فثمّة أكثر من خمسة آلاف مجموعة مختلفة منهم في مختلف أنحاء العالم ويتحدّثون أكثر من أربعة آلاف لغة، ولكنّ القضايا التي يُعنى بها السكّان الأصليّون حول العالم مشتركة إلى حدّ كبير، وذلك بسبب الآثار المتبقّية للاستعمار والقمع ممّا جعلهم يعانون من التمييز في النظم القانونية للبلدان وانتزاع أراضيهم، وإنكار ثقافاتهم، والتّهميش والاعتداءات البدنيّة، والمعاملة كمواطنين من الدّرجة الثانية. كما يتعرّض المدافعون عن حقوق الإنسان من أفراد السكان الأصليين للتّرهيب والعنف الذي غالباً ما ترعاه الدول، ومع حرمانهم من الموارد والتقاليد الحيويّة لاستمرار بقائهم وسلامتهم، أضحى السكّان الأصليّون غير قادرين على التمتّع بكاملِ حقوقِ الإنسان الخاصة بهم، ويتعرّضون عوضاً عن ذلك للتهميش والفقر والأمراض والعنف إلى حدّ الانقراض أحيانا.
يتمتّع السكان الأصليون وفقاً للإعلان العالمي لحقوق الإنسان بجميع الحقوق كغيرهم من فئات المجتمع. إلّا أن السكان الأصليّين لديهم حقوق محدّدة بسبب حالتهم الخاصّة بصفتهم أوّل شعوب دولهم.
تساعد الحقوق الفريدة للسكّان الأصليّين في ضمان استمرار ثقافتهم في المستقبل. وهذا يشمل حقوقهم في التحدّث وتعليم لغتهم الأصليّة وعاداتهم، والعيش على أرض أسلافهم، والعناية بالمواقع المقدسة.

### إعلان الأمم المتّحدة بشأن حقوق الشّعوب الأصلية
اعتمد ونشر على الملأ بموجب قرار الجمعيّة العامّة للأمم المتّحدة رقم 61/295، المؤرّخ في 13 أيلول/سبتمبر 2007
```
بدأ العالم مع مرور السنين بإدراك المخاطر الفريدة التي يتعرّض لها السكّان الأصليّين، لذا وفي عام 2007 أصدرت الأمم المتحدة «إعلان الأمم المتحدة بشأن حقوق الشعوب الأصلية Declaration on the Rights of Indigenous»Peoples بهدف المساعدة في القضاء على ما يتعرّضون له من انتهاكات لحقوق الإنسان. فخلق هذا الإعلان إطاراً من القوانين التي تؤكّد على معالجة القضايا الخاصّة بالشعوب الأصليّة من خلال العمل المباشر مع مجتمعاتهم.
[
19
]
```

هناك 46 مادة في الإعلان، منها:
الشعوب الأصليّة وأفرادها أحرار ومتساوون مع سائر الشعوب والأفراد، ولهم الحقّ في أن يتحرّروا من أيّ نوعٍ من أنواع التّمييز في ممارسة حقوقهم، ولا سيّما التمييز استناداً إلى منشئهم الأصليّ أو هويّتهم الأصلية. (المادة الثانية).
1. لأفراد الشعوب الأصليّة الحقّ في الحياة والسلامة البدنيّة والعقليّة والحرّيّة والأمان الشخصيّ.
2. للشّعوب الأصليّة الحقّ الجماعي في أن تعيش في حرّيّةٍ وسلام وأمن بوصفها شعوباً متميزة والحقّ في ألّا تتعرّض لأيّ عملٍ من أعمالِ الإبادة الجماعية أو أيّ عملٍ آخر من أعمال العنف، بما فيها النقل القسريّ لأطفال المجموعة إلى مجموعة أخرى. (المادة 7).

للشّعوب الأصليّة الحقّ في ممارسة تقاليدها وعاداتها الثقافية وإحيائها (المادة 11)
لا يجوز ترحيل الشعوب الأصليّة قسراً من أراضيها أو أقاليمها. ولا يجوز أن يحدث النّقل إلى مكان جديد دون إعراب الشعوب الأصلية المعنيّة عن موافقتها الحرّة والمسبقة والمستنيرة وبعد الاتّفاق على تعويض منصف وعادل، والاتفاق، حيثما أمكن، على خيار العودة. (المادة 10).
1. لأفراد الشّعوب الأصليّة الحقّ في عدم التعرض لأية شروط تمييزيّة في العمالة، وبخاصّة في مجالي التوظيف أو الأجور.
2. على الدّول أن تتّخذ، بالتّشاور والتّعاون مع الشّعوب الأصليّة، تدابير محدّدة لحماية أطفال الشعوب الأصليّة من الاستغلال الاقتصاديّ ومن القيام بأيّ عملٍ يحتمل أن يكون خطراً عليهم أو متعارضاً مع تعليمهم، أو أن يكون ضارا بصحّتهم أو نموّهم الجسديّ أو الذهني أو الروحي أو الأخلاقي أو الاجتماعي، مع مراعاة نقاط ضعفهم الخاصة وأهمّيّة التعليم من أجل تمكينهم. (المادة 17).

على الدّول أن تتشاور وتتعاون بحسن نيّة مع الشعوب الأصلية المعنيّة من خلال المؤسّسات التي تمثّلها للحصول على موافقتها الحرّة والمسبقة والمستنيرة قبل اتّخاذ وتنفيذ أي تدابير تشريعيّة أو إداريّة يمكن أن تمسّها. (المادة 19).
للشّعوب الأصليّة الحقّ في حفظ وتعزيز علاقتها الروحيّة المتميّزة بما لها من الأراضي والأقاليم والمياه والبحار الساحلية وغيرها من الموارد التي كانت بصفة تقليديّة تمتلكها أو كانت بخلاف ذلك تشغلها وتستخدمها، ولها الحقّ في الاضطلاع بمسؤولياتها في هذا الصدد تجاه الأجيال المقبلة. (المادة 25).
1. للشعوب الأصليّة الحقّ في امتلاك الأراضي والأقاليم والموارد التي تحوزها بحكم الملكيّة التقليدية أو غيرها من أشكال الشغل أو الاستخدام التقليدية، والحق في استخدامها وتنميتها والسيطرة عليها، هي والأراضي والأقاليم والموارد التي اكتسبتها بخلاف ذلك. (المادة 26).

يُعتبر هذا الإعلان فريداً من نوعه، لأنّه كان أوّل وثيقة للأمم المتّحدة تمّ إعلانها للشعب ومن قبل الشعب، فقد تمّ تطويره من قبل مجموعة من السكّان الأصليين من مخلتف أنحاء العالم، وتطلّب الوصول إلى الصيغة النّهائيّة له أكثر من عقدين من المناقشات.